# When Silence Is Broken, the Night Is Torn
When Silence Is Broken, the Night Is Torn  es un EP de la banda de post-hardcore Eyes Set to Kill. El EP fue lanzado el 6 de julio de 2006.

## Lista de canciones
Todas las canciones escritas y compuestas por Lindsey Vogt and Alexia Rodriguez. 
| EP (Official Edition) |                               |          |  |
| N.º                   | Título                        | Duración |  |
| 1.                    | «Intro/This Love You Breathe» | 5:44     |  |
| 2.                    | «Liar In The Glass»           | 3:57     |  |
| 3.                    | «Darling»                     | 4:00     |  |
| 4.                    | «Young Blood Spills Tonight»  | 4:38     |  |
| 5.                    | «Bitter Pill»                 | 4:43     |  |
| 6.                    | «Beauty Through Broken Glass» | 2:34     |  |
| 7.                    | «Pure White Lace»             | 4:46     |  |

## Créditos
- Brandon Anderson - vocalista líder, guitarra rítmica, teclados, sintetizadores, programación.
- Lindsey Vogt - voces limpias
- Alexia Rodriguez - guitarra líder, piano, teclados, voces limpias.
- Alex Torres - guitarra rítmica.
- Anissa Rodriguez - bajo, coros
- Caleb Clifton - batería

Producción
- Larry Elyea - Producción, mezcla, masterización.